# Valle de Bardají
Valle de Bardají – gmina w Hiszpanii, w prowincji Huesca, w Aragonii, o powierzchni 45,48 km². W 2011 roku gmina liczyła 49 mieszkańców.